# 戈亞貝拉 (米納斯吉拉斯州)
戈亞貝拉（葡萄牙語：Goiabeira）是一個位於巴西東南部米納斯吉拉斯州的市鎮。

## 外部鏈結
- 官方网站